# Julio Ricaldoni
Julio Ricaldoni (4 de julio de 1906-10 de noviembre de 1993 ), fue un ingeniero y profesor uruguayo.

## Biografía
Hijo de Américo Ricaldoni.
Fue Decano de la Facultad de Ingeniería entre 1969 y 1973, y nuevamente entre 1985 y 1986.
Por sus significativos aportes a la ciencia del cálculo estructural, la Universidad de la República le confirió el título de doctor honoris causa.